# Championship Manager 03/04
Championship Manager 03/04 – piłkarska gra komputerowa, obejmująca piłkarski sezon 2003/2004.
W grze, w której gracz wciela się w menedżera i prowadzi zespół piłkarski, znajduje się ponad 40 lig i 200 000 zawodników. Została wyprodukowana przez firmę Eidos, a w polskiej wersji językowej przez Cenega Poland.
W porównaniu z poprzednią wersją (Championship Manager 02/03) nastąpiło wiele zmian. Całkowicie zaktualizowane dane zawodników, drużyn i rozgrywek. Pojawił się oficjalny edytor bazy danych niezależny od gry, ulepszony algorytm meczów (obejmuje m.in. wizualne wskaźniki przebywania na spalonym itp.), ulepszone środki masowego przekazu (dzięki nim można zdobyć jeszcze więcej informacji), powtórki akcji i nagrody za gol miesiąca, losowanie pucharów na żywo i przegląd drabinki pucharowej, rozbudowany system treningu, obejmujący wskaźniki rezultatów treningu zawodnika na ekranie jego profilu, drukowanie z poziomu gry, informacje o wcześniejszych spotkaniach, możliwość tworzenia przydomków zawodników i menedżerów, nowa skórka: "alternatywa", ulepszone raporty scoutów o drużynach i zawodnikach, ulepszone wiadomości o kontuzjach, obejmujące rozbudowany system rehabilitacji, opcja zapisywania meczów i oglądania zapisywanych meczów i międzynarodowe rozgrywki drużyn B i juniorów. Wygląd boisk zmienia się w zależności od pogody i stopnia użycia. Wzięte zostały pod uwagę relacje między zawodnikami. Trenerzy przedstawiają własne rankingi zawodników.
Państwa I ligi:
- Anglia - Ekstraklasa, 1 liga, 2 liga, 3 liga, Conference
- Argentyna - Ekstraklasa, 2 liga
- Australia - National Soccer League (NSL)
- Belgia - 1 liga, 2 liga, 3 liga
- Brazylia - 1,2,3 liga krajowa
- Chiny - 1 liga A, 1 liga B
- Chorwacja - 1 liga, 2 liga
- Czechy - 1 liga, 2 liga
- Dania - Ekstraklasa, 1 liga, 2 liga
- Finlandia - Ekstraklasa, 1 liga
- Francja - 1 liga, 2 liga, 3 liga
- Grecja - Krajowa A, Krajowa B
- Hiszpania - 1 liga, 2 liga, 2 liga B
- Holandia - Ekstraklasa, 1 liga
- Hongkong - 1 liga
- Indie - Liga piłkarska
- Indonezja - Ekstraklasa
- Irlandia - Ekstraklasa, 1 liga
- Irlandia Północna - Ekstraklasa, 1 liga, 2 liga
- Japonia - Japońska J-League 1, Japońska J-League 2
- Kolumbia - 1 liga, 2 liga
- Korea Południowa - Liga Korei
- Meksyk - 1 liga, 1 liga A
- Norwegia - Ekstraklasa, 1 liga, 2 liga
- Polska - 1 liga, 2 liga
- Portugalia - Superliga, 2 liga, 2 liga B
- Rosja - Ekstraklasa, 1 liga
- Republika Południowej Afryki - Ekstraklasa, 1 liga
- Serbia i Czarnogóra - 1 liga, 2 liga
- Singapur - Liga Singapurska
- Słowacja - 1 liga, 2 liga
- Szkocja - Ekstraklasa, 1 liga, 2 liga, 3 liga
- Szwajcaria - Liga A, Liga B
- Szwecja - Ekstraklasa, 1 liga, 2 liga
- Turcja - Ekstraklasa, 2 liga A, 2 liga B
- Ukraina - Wyższa liga, 1 liga
- Walia - Ekstraklasa
- Węgry - 1 liga, Liga 1B
- Włochy - Serie A, Serie B, Serie C1, Serie C2